# Gustavo Chapela
Gustavo Chapela (Città del Messico, 8 settembre 1946) è un ex schermidore messicano.

## Biografia
Ha partecipato ai Giochi della XIX Olimpiade di Città del Messico nel 1968.

## Palmarès
In carriera ha conseguito i seguenti risultati:
- Giochi Panamericani:

Cali 1971: bronzo nella sciabola a squadre.